# Zasłonak krętonogi

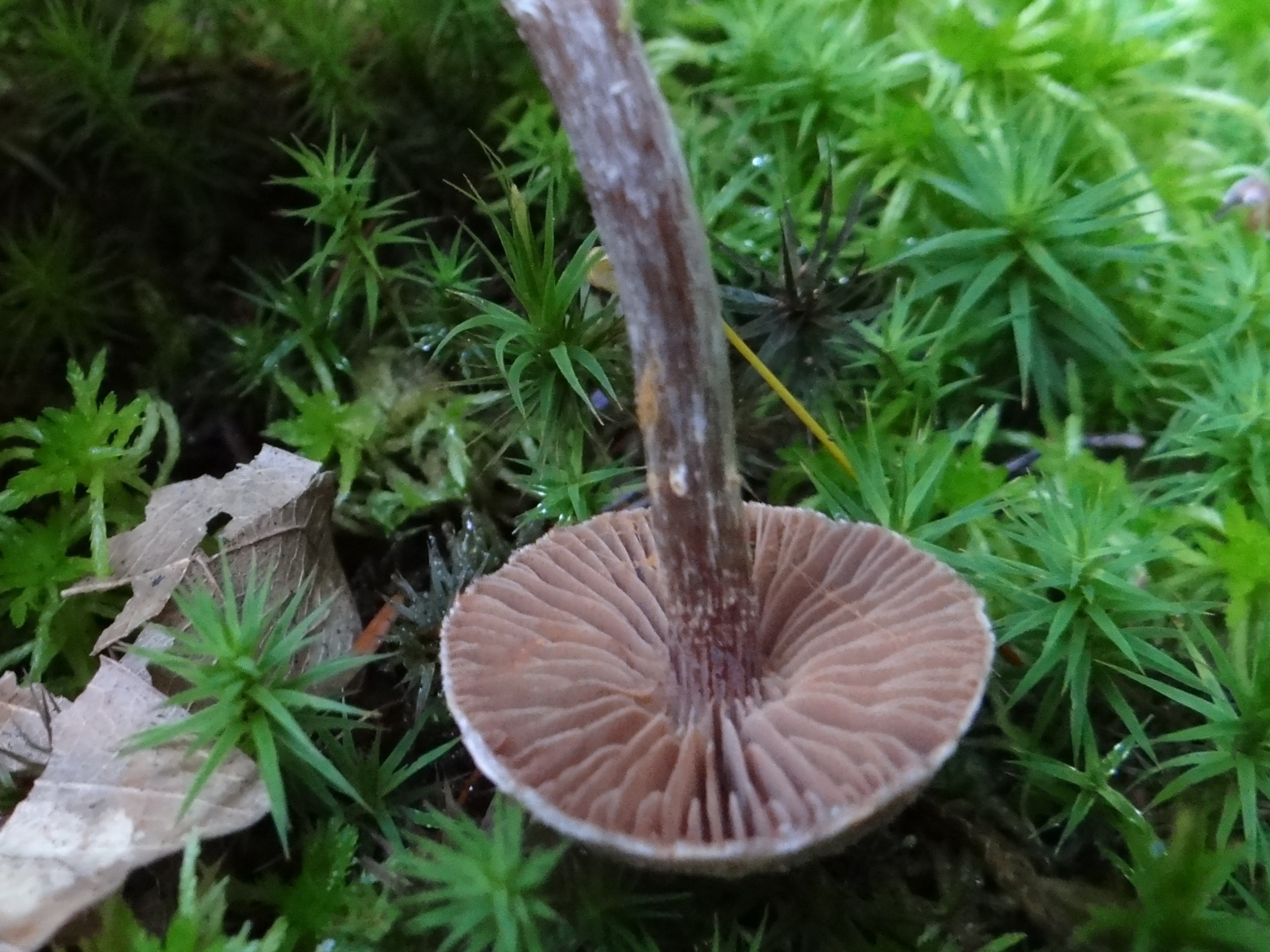

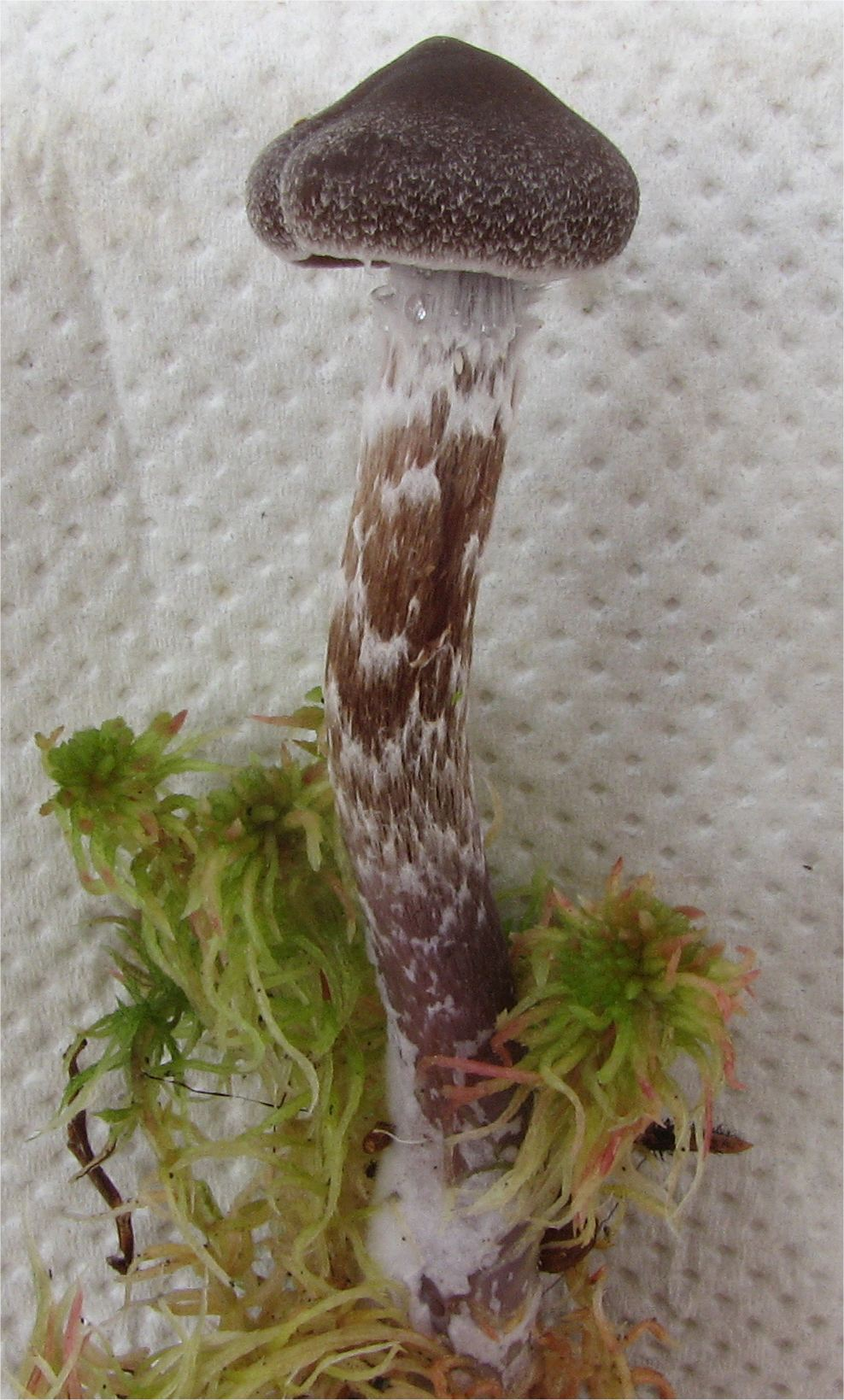
Charakterystyczny trzon

Zasłonak krętonogi (Cortinarius flexipes (Pers.) Fr.) – gatunek grzyba należący do rodziny zasłonakowatych (Cortinariaceae).

## Systematyka i nazewnictwo
Pozycja w klasyfikacji według Index Fungorum: Cortinarius, Cortinariaceae, Agaricales, Agaricomycetidae, Agaricomycetes, Agaricomycotina, Basidiomycota, Fungi.
Po raz pierwszy opisał go w 1801 r. Christian Hendrik Persoon, nadając mu nazwę Agaricus flexipes. Obecną, uznaną przez Index Fungorum nazwę, nadał mu w 1838 r. Elias Fries. Niektóre synonimy naukowe:

- Agaricus flabellus Fr.
- Cortinarius flexipes var. flexipes (Pers.) Fr.
- Cortinarius flexipes var. flabellus (Fr.) H. Lindstr. & Melot
- Cortinarius paleiferus Svrček 1968 var. paleiferus
- Hydrocybe flexipes (Fr.) M.M. Moser, in Gams
- Telamonia flexipes (Pers.) Wünsche

Nazwę polską podał Andrzej Nespiak w 1975 r.
Wyróżniono dwie odmiany: odmianę typową (var. flexipes), u której kapelusz pokryty jest białymi włókienkami, i var. flabellus, u której białe włókienka na kapeluszu występują tylko na młodych owocnikach. Jednak Index Fungorum wszystkie odmiany uważa za synonimy typowego gatunku.

## Morfologia
Kapelusz
Średnica 1,5–4 cm, za młodu jest stożkowaty, z czasem staje się dzwonkowaty, na koniec łukowaty. Zazwyczaj posiada spiczasty garb. Jest higrofaniczny; suchy ma kolor ochrowobrązowy, podczas wilgotnej pogody staje się ciemnoróżowofioletowy. Pokryty jest gęsto białymi łuskami, istnieje jednak odmiana (var. flabellus), u której białe włókienka występują tylko na młodych owocnikach, później kapelusz staje się prawie nagi.
Blaszki
Szerokie i szeroko przyrośnięte. Kolor od jasnobrązowego do ciemnoczerwonobrązowego, u odmiany typowej z fioletowym odcieniem.
Trzon
Wysokość 3–7 cm, grubość 3–6 mm. Jest pełny, walcowaty i sprężysty, u starszych okazów staje się pusty. Pod kapeluszem występuje biaława strefa, poza tym ma kolor czerwonobrązowy lub fioletowawy, pokryty jest podłużnymi, białymi włóknami będącymi resztkami zasnówki i występują na nim białe strefy.
Miąższ
Cienki, w kolorze od ochrowego do ciemnobrązowego, u odmiany typowej w górnej części trzonu jest ciemnofioletowy. Ma grzybowy smak i zapach musztardy.
Wysyp zarodników
Rdzawy.
Cechy mikroskopowe
Zarodniki szerokoelipsoidalne, o rozmiarach 6,5–9 × 4–6 μm.
Gatunki podobne
Jest to dość charakterystyczny morfologicznie gatunek i można go pomylić tylko z zasłonakiem oszronionym (Cortinarius hemitrichus), który często też ma kapelusz pokryty białymi łuseczkami. Ten gatunek jednak nie posiada spiczastego kapelusza, rośnie zawsze w towarzystwie brzóz i nie posiada muszkatołowego zapachu.

## Występowanie i siedlisko
Występuje w Ameryce Północnej i w Europie. W Europie Środkowej jest średnio pospolity. Występuje głównie w wilgotnych lasach iglastych i mieszanych, szczególnie na obszarach bagnistych lub podmokłych, raczej na kwaśnych glebach. Rośnie głównie pod świerkami, jodłami i sosnami, rzadko pod drzewami liściastymi.

## Znaczenie
Grzyb niejadalny.